# 七草なずな
「七草なずな」（ななくさなずな）は、NHK-FMで1987年（昭和62年）1月10日に放送されたラジオドラマ。

## 概要
- 脚本：高谷信之（内田栄一随筆集より）
- 音楽：北爪道夫
- 出演：北村和夫、新橋耐子、加藤武、村田正雄、殿山泰司、大塚国夫、三浦真弓、神谷和夫、伊藤景衣子、森塚敏、太田淑子、ほか
- スタッフ： 効果=西ノ宮金之助　技術=坂本好和　演出=伊藤豊英

| スタブアイコン | サブスタブ | この項目は、まだ閲覧者の調べものの参照としては役立たない、ラジオ番組に関連した書きかけの項目です。この項目を加筆・訂正などしてくださる協力者を求めています（P:ラジオ/PJ:放送番組）。 |